# Tokugawa Munechika
Tokugawa Munechika (徳川 宗睦, né le 27 octobre 1733, mort le 14 janvier 1800) est un daimyo de l'époque d'Edo à la tête du domaine d'Owari.

## Source de la traduction
- (en) Cet article est partiellement ou en totalité issu de l’article de Wikipédia en anglais intitulé « Tokugawa Munechika » (voir la liste des auteurs).